# Vild-Hasse

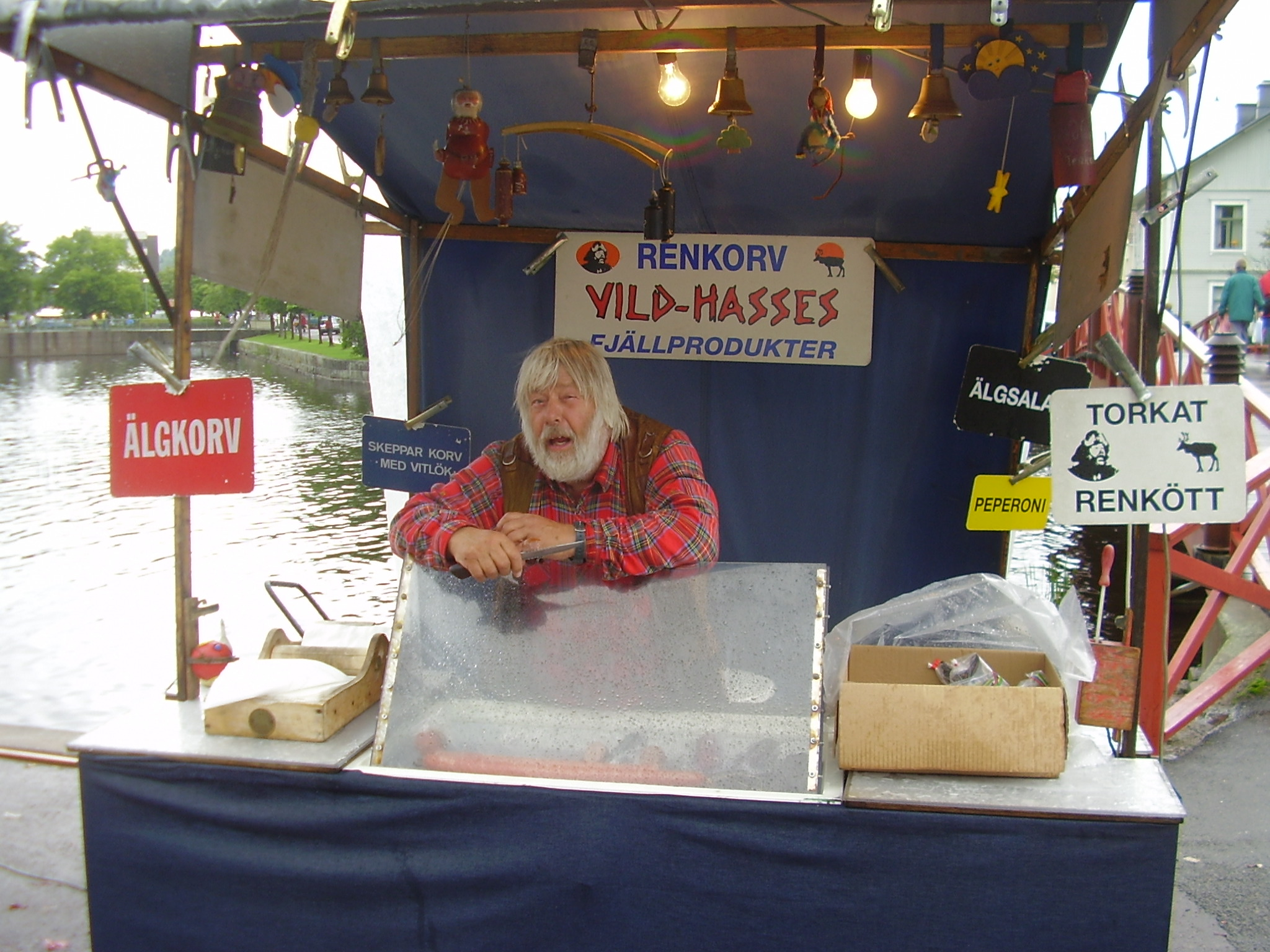
Vild-Hasse på Oxhälja marknad i Filipstad, 2006.

Vild-Hasse, egentligen Bengt Hans Erik Bengtsson, född 20 april 1938 i Malung, död 12 december 2023 i Malung, var en svensk marknadsknalle. Under 2010-talet reste han ungefär 120 dagar om året och besökte årligen omkring 60 marknader i Sverige.
Vild-Hasse förknippades särskilt med försäljning av renkorv och att han använde rimmade verser när han sålde sina produkter. Han mottog pris av kung Carl XVI Gustaf för sina insatser i marknadskulturen. På Bengtgården i Vallerås utanför Malung drev han gårdsbutik och museum om korv och sitt liv. Butiken och museet kallade han Vindarnas Tempel eftersom det låg i ett dragigt uthus.
Hans far hade ett sågverk som han hoppades att Vild-Hasse skulle ta över och hans mor ville att han skulle bli präst. Han skickades till det kristna internatet Ekebyholmsskolan för studier, men han hoppade av och gick till sjöss. Han var därefter bland annat FN-soldat i Kongo-Léopoldville, trubadur i Malung och arbetade i Malungs skinnindustri. Det var i Värmland under 1960-talet som han beslutade sig för att bli vagabond och korvförsäljare.
Det har gjorts dokumentärfilmer om honom, dels kortfilmsdokumentären Looking for a legend – the story of Vild-Hasse, dels Vild-Hasse – Korvarnas kung från 2016, där filmaren Anders Berg följde och dokumenterade Vild-Hasse under 13 år.
Vild-Hasse är begravd på Malungs kyrkogård.